# Liste der Naturdenkmale in Kirchentellinsfurt
| Naturdenkmale | Anzahl |
| ------------- | ------ |
| FND           | 1      |
| END           | 1      |
| Gesamt        | 2      |

Die Liste der Naturdenkmale in Kirchentellinsfurt nennt die verordneten Naturdenkmale (ND) der im baden-württembergischen Landkreis Tübingen liegenden Gemeinde Kirchentellinsfurt. In Kirchentellinsfurt gibt es insgesamt 2 als Naturdenkmal geschützte Objekte, davon 1 flächenhaftes Naturdenkmal (FND) und 1 Einzelgebilde-Naturdenkmal (END).
Stand: 1. November 2016.

## Flächenhafte Naturdenkmale (FND)
| Name                                            | Bild | Kennung     | Einzelheiten       | Position | Fläche Hektar | Datum         |
| ----------------------------------------------- | ---- | ----------- | ------------------ | -------- | ------------- | ------------- |
| West- und Nordufer Baggersee Kirchentellinsfurt |      | 84160220121 | Kirchentellinsfurt | ⊙        | 5,3           | 24. Apr. 1995 |
| Legende für Naturdenkmal                        |      |             |                    |          |               |               |

## Einzelgebilde (END)
| Name                     | Bild | Kennung     | Einzelheiten       | Position | Fläche Hektar | Datum       |
| ------------------------ | ---- | ----------- | ------------------ | -------- | ------------- | ----------- |
| 1 Weißdorn               |      | 84160220120 | Kirchentellinsfurt | ⊙        | 0,0           | 5. Mai 1939 |
| Legende für Naturdenkmal |      |             |                    |          |               |             |